# Lista șefilor de stat ai României după timpul trăit după exercitarea funcției
Aceasta este o listă a șefilor de stat ai României după timpul trăit după încheierea mandatului de șef al statului, un fel de durată a „pensionării” șefilor de stat de la încheierea mandatului și până la deces. Pentru că în decursul timpului funcția de șef de stat al României a purtat diverse denumiri, în raport cu forma de organizare a statului, s-a ales denumirea de șef de stat, comună tuturor (domnitor, rege, președinte, etc.)
| Ordonare după intervalul de timp ca fost șef de stat | Șef de stat                                | Ordine în funcție | Durata pensionării (în zile)            | Durata pensionării (ani și zile)        | Vârsta la deces (ani împliniți) |
| ---------------------------------------------------- | ------------------------------------------ | ----------------- | --------------------------------------- | --------------------------------------- | ------------------------------- |
| 1                                                    | Mihai I al României                        | 5 și 7            | 25.542                                  | 69 a 340 z                              | 96                              |
| 2                                                    | Nicolae Haralambie (Locotenența Domnească) | 2                 | 15.303                                  | 41 a 328 z                              | 72                              |
| 3                                                    | Ion Gheorghe Maurer                        | 10                | 14.202                                  | 38 a 323 z                              | 97                              |
| 4                                                    | Lascăr Catargiu (Locotenența Domnească)    | 2                 | 12.011                                  | 32 a 324 z                              | 75                              |
| 5                                                    | Ion Iliescu                                | 14 și 16          | 9.015                                   | 24 a 249 z                              | 95                              |
| 6                                                    | Emil Constantinescu                        | 15                | 8.994                                   | 24 a 228 z                              |                                 |
| 7                                                    | Constantin Ion Parhon                      | 8                 | 6.267                                   | 17 a 58 z                               | 94                              |
| 8                                                    | Carol al II-lea al României                | 6                 | 4.592                                   | 12 a 210 z                              | 59                              |
| 9                                                    | Nicolae Golescu (Locotenența Domnească)    | 2                 | 4.232                                   | 11 a 214 z                              | 68                              |
| 10                                                   | Traian Băsescu                             | 17                | 3.880                                   | 10 a 228 z                              |                                 |
| 11                                                   | Alexandru Ioan Cuza                        | 1                 | 2.650                                   | 7 a 93 z                                | 53                              |
| 12                                                   | Chivu Stoica                               | 12                | 2.626                                   | 7 a 69 z                                | 66                              |
| 13                                                   | Klaus Iohannis                             | 18                | 174                                     | 0 a 174 z                               |                                 |
| 14                                                   | Carol I al României                        | 3                 | Decedați în timpul exercitării funcției | Decedați în timpul exercitării funcției | 75                              |
| 14                                                   | Ferdinand I al României                    | 4                 | Decedați în timpul exercitării funcției | Decedați în timpul exercitării funcției | 61                              |
| 14                                                   | Petru Groza                                | 9                 | Decedați în timpul exercitării funcției | Decedați în timpul exercitării funcției | 73                              |
| 14                                                   | Gheorghe Gheorghiu-Dej                     | 11                | Decedați în timpul exercitării funcției | Decedați în timpul exercitării funcției | 63                              |
| 14                                                   | Nicolae Ceaușescu                          | 13                | Decedați în timpul exercitării funcției | Decedați în timpul exercitării funcției | 71                              |